# Heterochlorota colini
Heterochlorota colini är en skalbaggsart som beskrevs av Soula 2008. Heterochlorota colini ingår i släktet Heterochlorota och familjen Rutelidae. Inga underarter finns listade i Catalogue of Life.